# St. Andreas (Teltow)

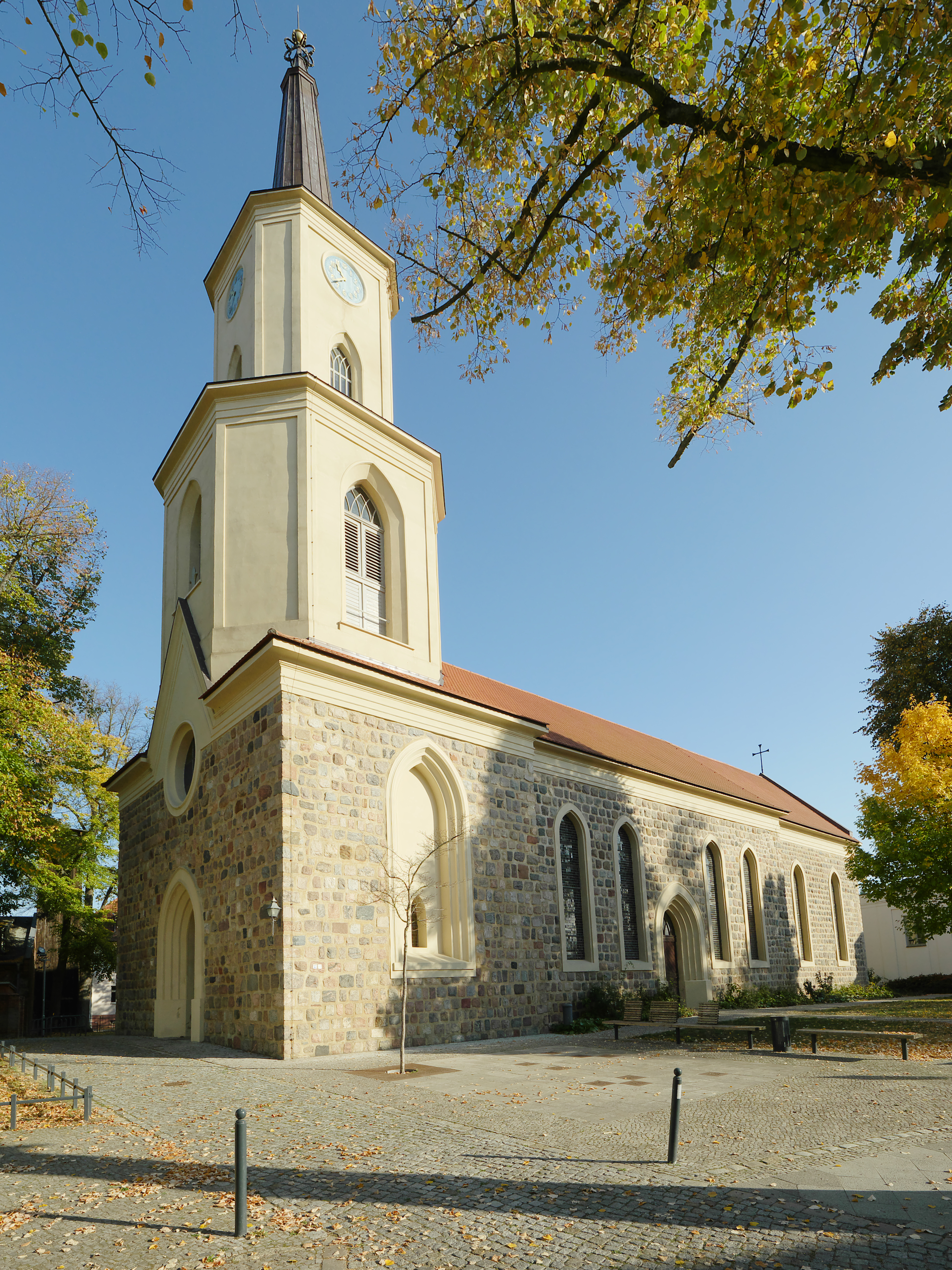
Stadtkirche St. Andreas

Die Stadtkirche Sankt Andreas, zwischen Ritterstraße und Breite Straße in der Altstadt gelegen, ist das Wahrzeichen der Stadt Teltow in Brandenburg. Eine erste Feldsteinkirche wurde an diesem Ort um 1230 errichtet. Sie und mehrere Nachfolgebauten wurden im Verlaufe der Zeit durch mehrere Stadtbrände – 1515, 1573, 1711 und 1801 – erheblich beschädigt, so dass heute nur noch das Mauerwerk aus der Zeit der Erbauung stammt.
Erbaut wurde die Kirche ursprünglich in der für das 13. Jahrhundert in der Mark Brandenburg in kleineren Städten üblichen Bauweise als großer Feldsteinsaal mit einem westlichen Breitturm, der als Wehrturm konzipiert war, und eingezogenem Rechteckchor.
Bei dem großen Stadtbrand vom 17. August des Jahres 1801 brannte die Andreaskirche vollständig ab.

## Schinkelbau von 1810

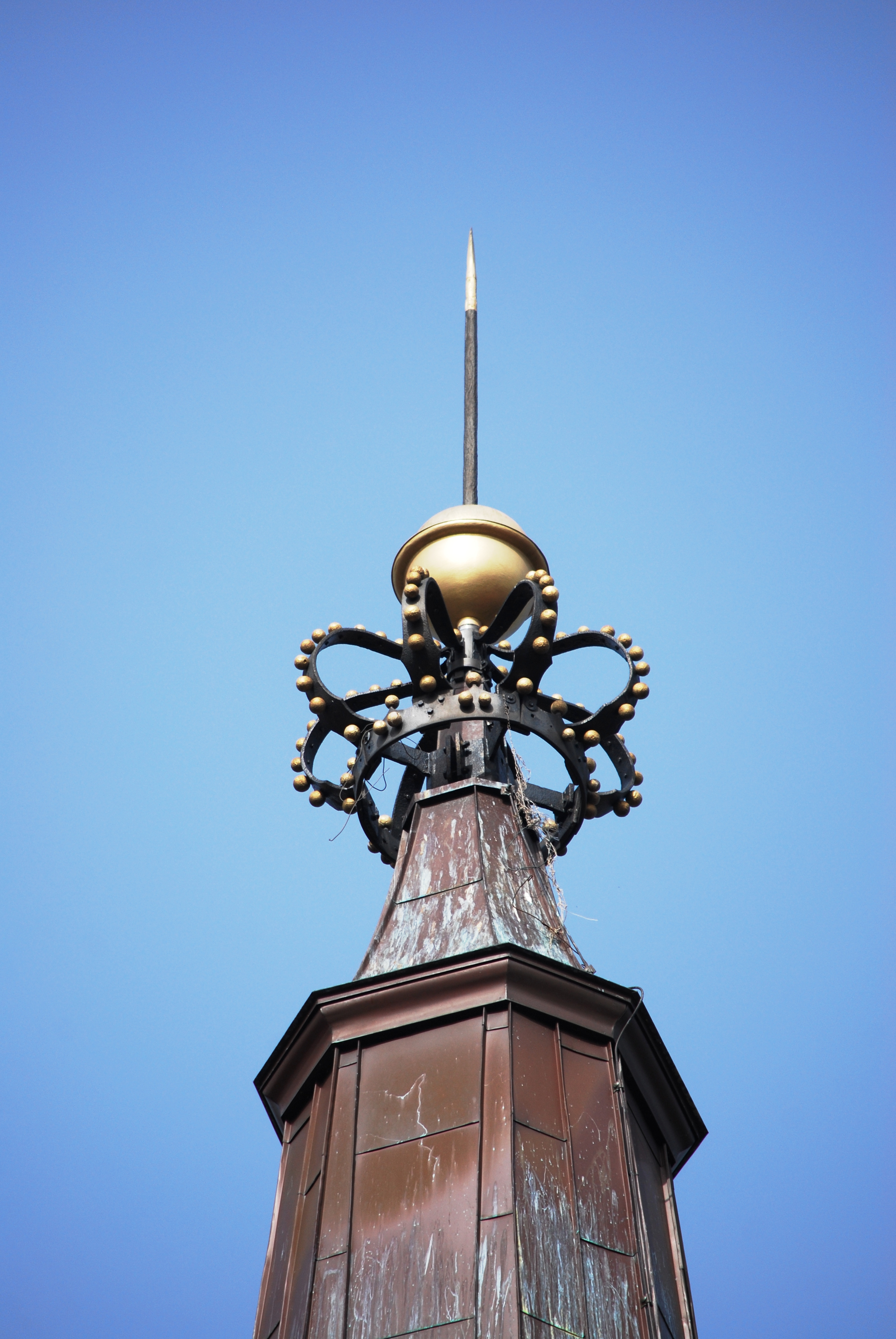
Turmspitze mit Krone St. Andreas-Kirche, Teltow

Erst im Jahre 1810 konnte man mit dem Wiederaufbau beginnen, zu dem der Regierungsbauinspektor Balkow erste Pläne erstellt hatte. Diese wurden nach Widerspruch von Bauinspektor Schwarz verbessert, woraufhin am 3. September 1810 die Oberbaudeputation ein Gutachten verfasste, an dem Karl Friedrich Schinkel maßgeblich beteiligt war. Die Kirche wurde im Stil der Neogotik und des Klassizismus von Schinkel gestaltet: Er lieferte die Entwürfe für die Chorwand und einen neuen Aufsatz des Turmes. Der Turmaufsatz, den eine Krone ziert, wurde in den Jahren 1811/1812 errichtet. Die Krone erinnert daran, „dass die Markgrafen von Brandenburg als weltliche Obrigkeit in der Nachfolge der Bischöfe von Brandenburg das Patronatsrecht über die Kirche ausübten und Teltow als ihr Krongut weithin  erkennbar machen wollten.“ Am 13. September 1812 wurde die Andreaskirche erneut eingeweiht.

## Innenumbau von 1910
Zahlreiche bauliche Mängel machten 1910 einen neuerlichen Umbau der Kirche nötig. Eine Steintafel an der östlichen Außenmauer erinnert daran. Im Rahmen dieses Umbaus wurde die Innengestaltung komplett erneuert, der Einfluss Schinkels ist dadurch innen nicht mehr erkennbar. Ein hölzernes, bemaltes Tonnengewölbe ersetzte die bislang vorhandene Kassettendecke, an der Westseite wurde eine Orgelempore eingebaut. Die Holzschnitzereien an der Kanzel, der Empore und den Bänken wurden vom Teltower Bildhauer August Mattausch ausgeführt. Die Ausmalungen der Decke und der Wände sowie die Gestaltung der Kirchenfenster stammen von Professor August Oetken aus Berlin. Das den Altarraum bestimmende Kruzifix stammt von dem Südtiroler Holzbildschnitzer Franz Tavella aus Brixen. Die Kirchenfenster wurden im Zweiten Weltkrieg zerstört, die Wandbemalungen nach dem Zweiten Weltkrieg übertüncht und die drei Kronleuchter durch einfache Lampen ersetzt.

## Restaurierungen nach 2006

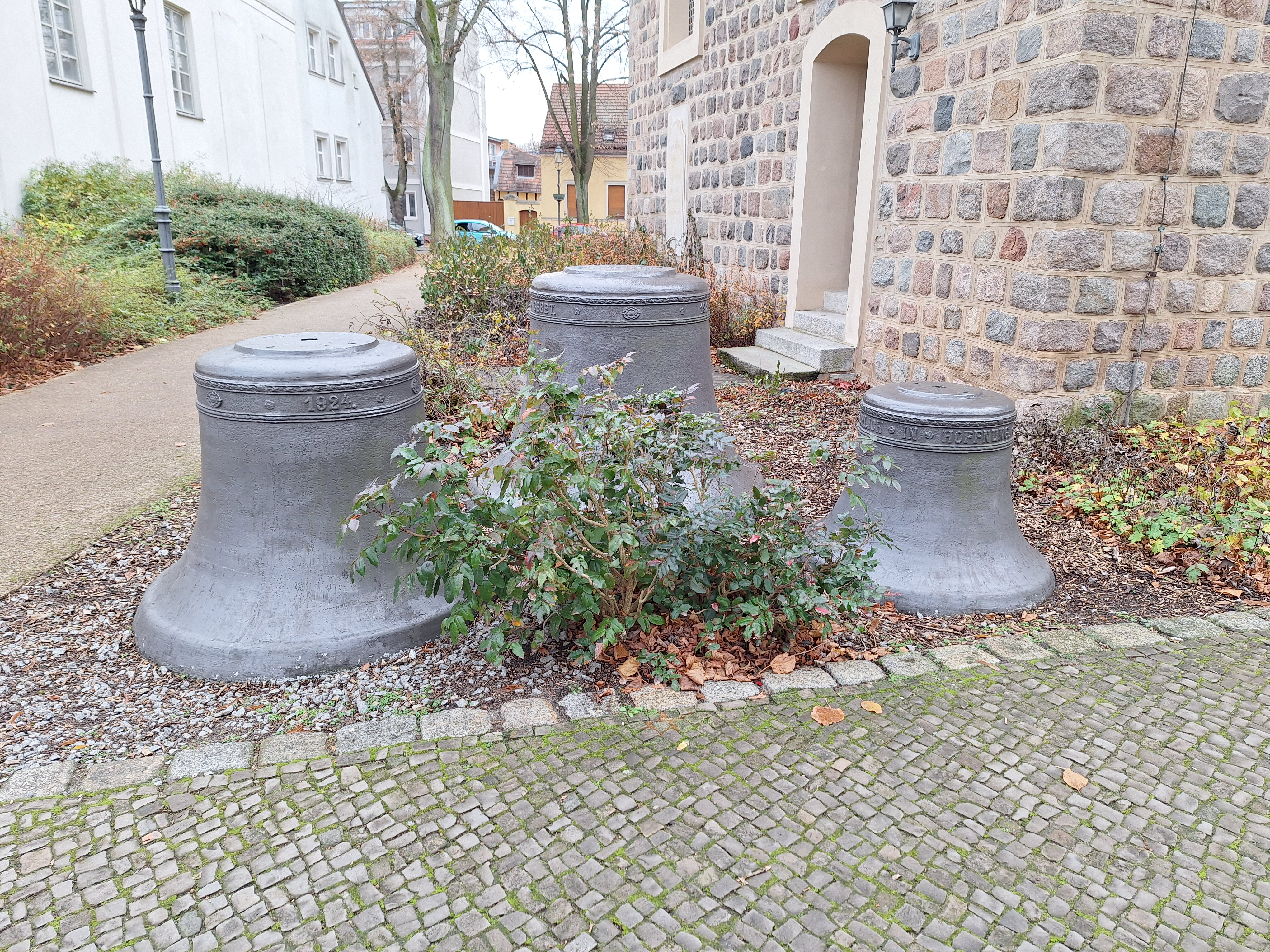
Glocken von 1924 vor der Kirche

In den Jahren 2006 bis 2011 erfolgte eine umfangreiche Außensanierung der Kirche, die die Sanierung des Turms, die Erneuerung des Gebälkes und des Glockenstuhles sowie die Neueindeckung mit Kupferblech beinhaltete. Im Rahmen der Sanierung wurde zusätzlich auch das Geläut der Kirche durch drei neue Bronzeglocken ersetzt. Die drei alten eisernen Glocken, die 1924 als Ersatz für das im Ersten Weltkrieg eingeschmolzene Bronzegeläut in den Turm kamen, fanden ihren Platz nunmehr auf dem Außengelände hinter der Kirche. Die alte Turmuhr verrichtet weiter ihren Dienst hinter einem Schaufenster vom Archiv/der Ausstellung-Waschtechnik des Heimatverein Stadt Teltow 1990 e. V.
Die Sanierung des Innenraums erfolgte nach einem Schwelbrand im Dezember 2009, wobei man sich an der Umgestaltung von 1910 orientierte. Schließlich konnte 2013 auch die Innenbeleuchtung der Kirche durch einen Nachbau der verschwundenen drei Kronleuchter wiederhergestellt werden.
Im Frühjahr 2021 wurde auch der verschwundene Kanzeldeckel durch den Restaurator Moosel Koch nach dem Vorbild von 1910 nachgebaut.

## Orgel
1812 erhielt die Kirche eine Orgel aus dem Jungfernstift Groß Glogau, sie war ein Geschenk König Friedrich Wilhelm III. Der Erbauer dieser Orgel ist nicht bekannt. Bereits 1823 wurde diese Orgel durch einen Neubau von Johann Simon Buchholz ersetzt. Diese Orgel wurde 1868 von Ferdinand Dinse und 1893 von Carl Eduard Gesell instand gesetzt, versagte jedoch ihren Dienst so gut wie ganz, wie anlässlich einer Kirchenbesichtigung 1906 festgestellt wurde. So erfolgte 1910 der Neubau einer pneumatischen Kegelladenorgel durch Schuke Orgelbau, die nach 1945 mehrfach durch Schuke instand gesetzt, umdisponiert und ergänzt wurde. Die Orgel hat heute 17 Register auf 2 Manualen und Pedal. Die Manuale sind jeweils mit dem Pedal und untereinander koppelbar.

## Friedhof
Bis zum Anfang des 19. Jahrhunderts war die Kirche von dem Teltower Friedhof umgeben. 1805 wurde dieser am Weinbergsweg auf einer Fläche von 1.850 Quadratmetern neu angelegt. Hier erinnern zwei Grabmale an die ehemaligen Teltower Pfarrer Heinrich August Encke (1828–1875) und Anton Christian Lange (1830–1900). Beide waren auch Superintendenten des Kirchenkreises Kölln-Land I, der von 1850 bis 1924 von Teltow aus verwaltet wurde.